# Flugplatz Bad Gandersheim

i7
i11
i13
Der Flugplatz Bad Gandersheim (ICAO-Code: EDVA) ist ein deutscher Verkehrslandeplatz im Süden der Stadt Bad Gandersheim, im Landkreis Northeim in Südniedersachsen. Das Gelände liegt auf einer Anhöhe, dem Kühler, oberhalb der Stadt. Er liegt unmittelbar an der B 64 und der B 445. Betreiber ist der Flugplatz Bad Gandersheim e. V., der sich aus den auf dem Flugplatz ansässigen Vereinen zusammensetzt.
Der Flugplatz verfügt über eine 725 m lange Grasbahn für motorisierte Luftfahrzeuge und Flugzeugschlepps.

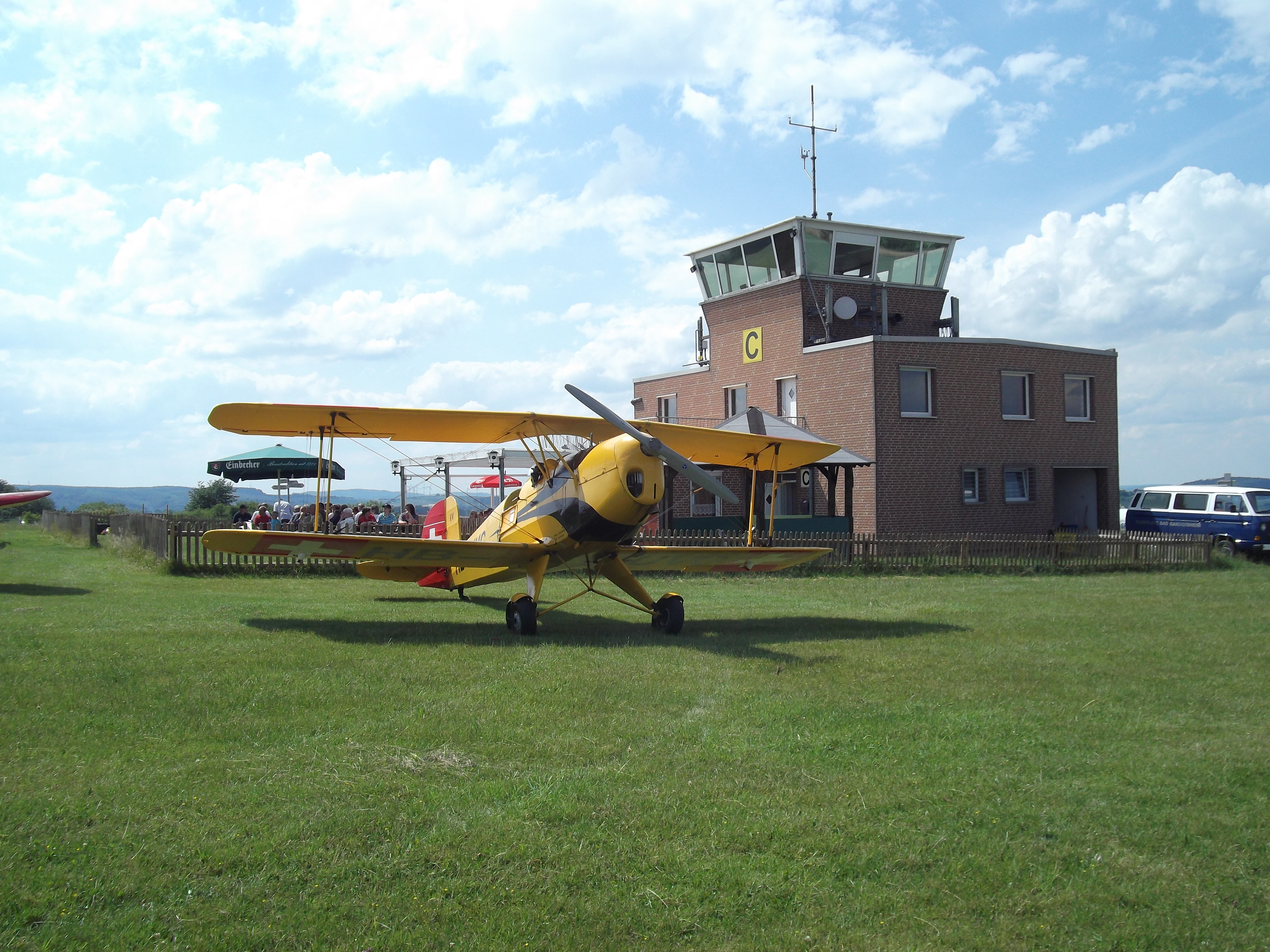
Gebäude des Flugplatzes mit Flugleitung, Schulungsräumen und Gastronomie

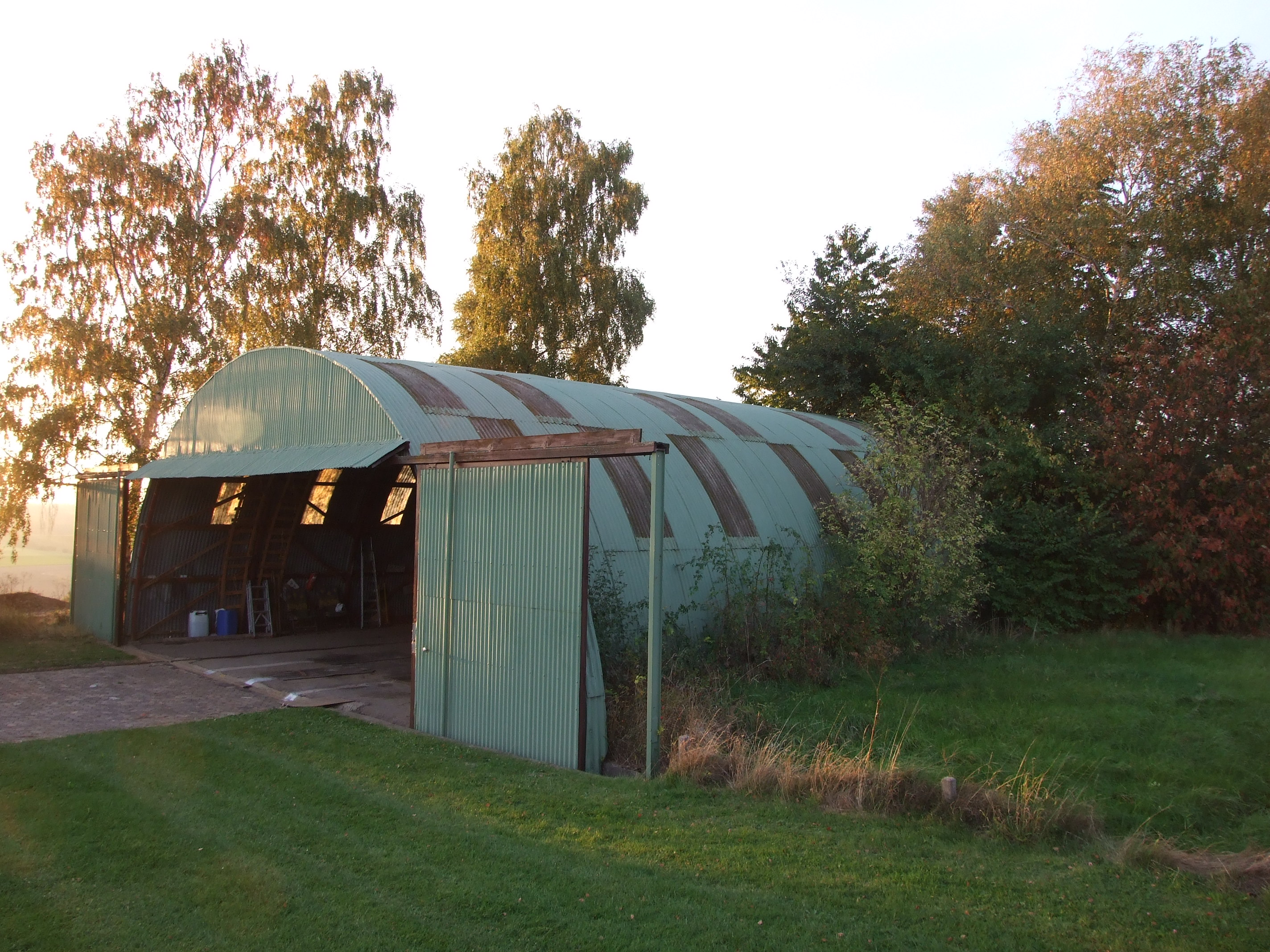
Historischer Hangar

## Geschichte
Am 16. Mai 1960 trafen sich die Gründungsmitglieder im „Alten Fritz“ in Seesen und gründeten den ersten Motorfliegerclub mit Sitz in Bad Gandersheim. Der anfangs lose Zusammenhalt von Interessierten, z. T. ehemaligen Kriegspiloten, bekam damit einen festen Rahmen. Vorsitzender wurde Karl Jahns und Robert Urban Stellvertreter. Am 18. Juni 1961 wurde schließlich der 12. Motorflugplatz in Niedersachsen eröffnet. Bereits 1957 landete das erste Motorflugzeug, von Karl Jahns gesteuert, auf dem Kühler. In hunderten Arbeitsstunden wurde die frühere Ackerfläche zu einer ebenen Start- und Landebahn hergerichtet und eine Flugzeughalle gebaut. 1989 kam eine Tankstelle hinzu. Im Winter 1995 begann der fünfjährige Umbau des Flugleitungsgebäudes zum Flugleitungs-, Schulungs- und Gaststättengebäude. Am 7. Juni 1997 wurde der Flugplatz das Endziel des Deutschlandfluges. Am 25. Juli 2009 fanden in Bad Gandersheim die Deutschen Motor-Kunstflugmeisterschaften statt.

## Flugbetrieb
Der Flugbetrieb wird von den ansässigen Vereinen organisiert. Zu den Betriebszeiten ist die Flugleitung durch einen ehrenamtlichen Betriebsleitern besetzt.

### Betriebszeiten
Der Platz ist zwischen dem 1. April und dem 31. Oktober an den Wochenenden und an Feiertagen geöffnet. Die Betriebszeiten sind samstags und an Sonn- und Feiertagen von 10:00–19:00 Uhr.

### Zulassung
Der Flugplatz ist für Segelflugzeuge, Motorsegler, Ultraleichtflugzeuge, Motorflugzeuge bis 2000 kg höchstzulässiger Flugmasse, Hubschrauber bis 5700 kg höchstzulässiger Flugmasse, bemannte Freiballone, Hängegleiter, Fallschirmsprungbetrieb und Modellflugzeuge zugelassen. Segelflugzeuge, nichtselbststartende Motorsegler und Hängegleiter starten per Windenstart oder Flugzeugschlepp.

## Vereine
Am Flugplatz sind sechs Vereine beheimatet, die sich zum Flugplatz Bad Gandersheim e. V. zusammengefunden haben. Darunter sind zwei Segelflugvereine, der Luftsportverein Bad Gandersheim e. V. und der Luftsportverein „Thermik“ Alfeld e. V. sowie der Sportfliegerclub Gandersheim-Seesen e. V., der Luftsportverein Seesen e. V. und der Motorfliegerclub Bad Gandersheim e. V.
Im Jahr 2023 ist hat sich ein neuer Verein gegründet, der Do27-Gandersheim e. V. wurde 2023 ebenfalls in den Flugplatz Bad Gandersheim e. V. aufgenommen.

## Flugschule
Sowohl die beiden Segelflugvereine als auch der Sportfliegerclub betreiben eigene Flugschulen, in welchen die Lizenz zum Führen von Luftfahrzeugen, d. h. der Segelflugschein „GPL“ und die Privatpilotenlizenz zum Führen von einmotorigen Motorflugzeugen mit Kolbentriebwerk und einem Höchstabfluggewicht bis 2000 kg, „PPL-A“, erworben werden kann. Alle Fluglehrer arbeiten ehrenamtlich.

## Infrastruktur
Der Flugplatz besitzt neben dem bereits genannten Flugleitungs-, Schulungs- und Gaststättengebäude sieben Hangars zur Unterbringung der Luftfahrzeuge. An der Flugplatztankstelle kann AvGas 100 LL getankt werden.